# Essi Unkuri
Essi Unkuri, född 16 maj 1998 i Vasa i Österbotten, är en finsk skådespelerska och fotomodell. Hon kröntes till Miss Finland 2021.

## Liv och karriär
Unkuri är född och uppvuxen i Vasa. Hon studerade vid Haaga-Helia yrkeshögskola i Helsingfors. Unkuri dök upp första gången i Pelimies: Jussi Niinistö och Rosa Meriläinen som sändes 2017. Hon medverkade i MC-Helper 3 (2018) och Rantabaari: Mustasukkaisuutta (2019). Hon spelade också i den finska filmen The Creeps som släpptes i december 2021.
Unkuri började sin tävlingskarriär 2017, där hon slogs ut av tio andra kvinnor i Miss Finland 2017 som hölls den 1 oktober 2017, men tog sig inte till topp 3 och förlorade mot finalvinnaren Michaela Söderholm. Den 18 september 2021 återvände Unkuri till tävlingen för att tävla i Miss Finland-tävlingen 2021, där hon kröntes till Miss Finland 2021. I slutet av evenemanget kröntes Unkuri av sin föregångare Viivi Altonen. Som Miss Finland kommer Unkuri att representera Finland vid tävlingen Miss Universum 2021 i Eilat i Israel.

## Filmografi
- 2017 – Pelimies: Jussi Niinistö ja Rosa Meriläinen (TV-serie)
- 2018 – MC-Helper 3
- 2019 – Rantabaari: Mustasukkaisuutta (TV-serie)
- 2021 – The Creeps